# Ultrafiltracja
Ultrafiltracja (filtracja molekularna) – proces filtracji z użyciem sit molekularnych, membran i wszelkich materiałów porowatych, o porach, których rozmiary są zbliżone do wielkości pojedynczych cząsteczek (zwykle kilka–kilkadziesiąt nanometrów). Wielkość cząsteczek oddzielanych substancji musi znacznie przekraczać wielkość cząsteczek rozpuszczalnika. Siłą napędową procesu jest wysokie ciśnienie hydrauliczne roztworu rozdzielanego.
Ultrafiltracja umożliwia rozseparowanie roztworów rzeczywistych oraz mieszanin gazów na poszczególne indywidua chemiczne (związki chemiczne, jony, pierwiastki itp). Ultrafiltracja wymaga zwykle stosowania znacznych ciśnień i jest czasochłonna.
Przykładem ultrafiltracji jest proces hemodializy.
W przypadku membran o porach mniejszych niż 2 nm proces rozdziału nosi nazwę nanofiltracji; dla jeszcze mniejszych jest to odwrócona osmoza; natomiast przy porach większych niż 100 nm (lecz nie więcej niż kilka μm) jest to mikrofiltracja.